# Канацька мова
Канацька мова (канак, оранг-канак, малай. Bahasa Kanaq, Bahasa Orang Kanaq) — мова канаків, одного з 18 племен оранг-аслі, корінного населення Півострівної Малайзії.
Канаки є найменшим із цих племен, їх чисельність становить тільки 139 осіб (2010, JHEOA).
Живуть вони лише в одному селі Сунгай-Селангі (малай. Sungai Selangi), розташованому на північний схід від Мавай (малай. Mawai) в межах округу Кота-Тінгі (малай. Kota Tinggi) у східній частині штату Джогор.
Згідно даних Центру з Проблем Оранг-Аслі (англ. Center for Orang Asli Concerns), хоча чисельність канаків і є зовсім незначною, їхня мова продовжує нормально функціювати, і їй не загрожує щезання. Всі канаки знають рідну мову.
Зазвичай канаки ухиляються від контактів зі сторонніми людьми, тому існує вкрай мало матеріалів з дослідження їхньої мови. Лише на початку 2000-х років доктор Мохаммед Шаріфудін Юсуф (малай. Mohd. Sharifudin Yusof) під час 5 років своїх польових досліджень вперше склав список слів діалекту канаків, представлений у фонетичному вигляді. Скориставшись цими записами, читач зможе правильно вимовляти канацькі слова, навіть якщо він ніколи не спілкувалися з носіями мови.
У загальних рисах канацька мова є дуже подібною до малайської, але відрізняється особливим акцентом та деякими іншими відмінностями. Іноді її називають грубим діалектом малайської мови.
За класифікацією, яку наводить проект «Етнолог» [Архівовано 24 березня 2019 у Wayback Machine.], канацька мова зараховується до малайської підгрупи малайсько-чамських мов, складової австронезійської мовної сім'ї. Канацька мова є складовою частиною малайської макромови (код ISO 639-3 msa). Можливо, її слід розглядати лише як діалект малайської мови (код ISO 639-3 zlm).
Незважаючи на свою малу чисельність, канаки поки що стійко зберігають свою мову і культуру. Не в останню чергу, це пояснюється низькім рівнем контактів з іншими людьми, а також традиціями народу, які не схвалюють мішані шлюби з іншими етнічними групами. Разом із тим, останнім часом канацька мова опинилася під постійно зростаючим тиском з боку стандартної малайської мови. Особливо це відчувається на молодому поколінні. Тому ЮНЕСКО занесло канацьку мову до числа таких, що перебувають на межі щезання.
Власної писемності немає. Мовою навчання є малайська.